# 荘静固倫公主
荘静固倫公主（そうせいこりんこうしゅ、乾隆49年9月7日（1784年10月20日） - 嘉慶16年5月7日（1811年6月27日））は、清の嘉慶帝の第四皇女。母は孝淑睿皇后喜塔蝋氏。道光帝の同母妹。

## 生涯
乾隆49年（1784年）9月7日に生まれた。生母の喜塔蝋氏は乾隆帝第十五皇子嘉親王（後の嘉慶帝）の嫡福晋（正室）であった。
嘉慶7年（1802年）、父の嘉慶帝より荘静固倫公主に封され、同年11月モンゴルの王族マニバダラ（瑪尼巴達喇）に降嫁する。
嘉慶13年2月、降嫁後、夫の一族の祖先を祀る機会に恵まれていなかったので、同じようにモンゴル王公に嫁いだ異母姉荘敬和碩公主とともに夫の一族の祖先を祀る為、モンゴル高原に下向する。
嘉慶16年5月7日に28歳で亡くなり、同時期に亡くなった異母妹の荘敬和碩公主とともに王佐村（現在の北京公主墳）に埋葬されたとされる。
同母兄道光帝は幼いころ共に遊んだ公主を忍び、二人の墓に詩を贈った。